# 企业流程再造

企业流程再造循环

企业流程再造（BPR, Business Process Re-engineering）是一种战略管理工具，最早诞生于1990年代早期。企业流程再造注重分析、设计企业内的工作流程和过程。BPR的目标是帮助企业从根本上，重新思考怎么样工作，以便根本上地提高客户服务，削减运营成本，成为世界级竞争者。在1990年代，全球500强企业中有超过60%的公司启动了企业流程再造，或者有计划进行该方法。
企业流程再造帮助公司彻底地重新塑造工作流程。根据Davenport（1990），商业流程是一系列逻辑上有联系的完成特定商业结果的任务。商业流程再造注重全盘实现商业目标，研究商业流程与目标的关系，鼓励全面的流程塑造，而不是改善一些次要的流程。
商业流程再造也是一种商业流程设计、转化、变化管理。

## 历史
在1990年，麻省理工大学前计算机科学教授Michael Hammer在哈佛商业评论上发表了一篇文章，提到经理人的主要挑战是，消灭不能创造价值的商业流程，而不是用科技将其自动化。这篇文章说经理人常用错精力，一般常用信息科技将现有的流程进行自动化，而不是将没有用的流程变得更加繁复。
Hammer的观点很简单：很多工作没有客户附加值，应该取消，而不是通过电脑进行加速。公司应该重新整理流程，提高客户价值，减少资源浪费。Thomas H. Davenport和J. Short在1990年也在斯隆管理评论上发表了同样的想法。

### 在1995年以后的发展
由于商业流程再造早期提出者在1995和1996年的批评，以及其他人对这种概念的滥用，美国热衷这种管理方法的人在减少。人们也逐渐接受了商业流程的概念，再造成为了很多公司广泛使用的方法，成为了变革管理法中的常用方法，但是使用上，比以前没有那么激进了。
最近，企业流程管理（BPM）在公司的应用逐渐广泛，被视为是企业流程再造（BPR）1990年代浪潮的继承者，目的也是利用信息科技，改善流程效率。和对BPR的批评一样，BPM也被认为过于注重科技，忽视了变革本身。

## 企业流程再造专题

### 定义
企业流程再造的最经典定义是：
- "...系统性对商业流程进行重新思考和彻底变革，达到重要的现代绩效业绩，如成本、质量、服务、速度等的根本性进步。"[5]
- "对复杂的科技、人文和组织制定新的工作战略、实际流程设计活动和变革管理。"[6]

BPR与企业拓展中的其他方法，特别是持续改善和全面质量提升不同，其目的是根本性的变革，而不是逐渐的改变为达到较大改变，BPR寻求改变企业可变结构，以及其他管理、绩效工作。为了达到最大效果，利用信息科技（IT）是一个主要方法。IT技术用来支持现有企业功能，如提高企业效率，新的企业形式，以及企业之间的合作。

### 信息技术的角色
信息技术（IT）在企业流程再造中扮演重要角色。信息技术是产生新的流程、工作方式、企业内外提高合作的工具。
早期BPR文章提出，所谓的颠覆性技术（disruptive technologies）可有望挑战传统智慧。
- 共享数据库
- 专业系统，让一般人可进行特殊流程
- 通讯网络，让企业可以同时集中和分散
- 决策工具，让决策成为每个人的工作
- 无线数据连接和便携式电脑，让现场工作人员和办公室保持同步
- 互动光盘，与潜在买家立刻取得联系
- 自动追踪，跟踪物体位置
- 高效能计算机，提供高速计划和修改

在1990年代中期，工作流程关系为流程效率改善出力很多。另外，ERP系统（企业资源计划系统）的开发商，例如SAP, JD Edwards, Oracle, PeopleSoft等等公司，也给流程再造提供了很多实用的工具。

### 研究和方法
尽管步骤、名称不同，早期的方法都是用IT技术的BPR，他们有一些共同的原理和元素。以下是一个PRLC（流程再造生命周期，Process Reengineering Life Cycle）的步骤，由Guha开发。

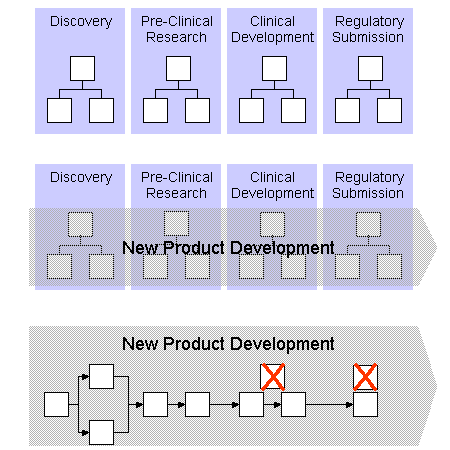
商业流程法的简单介绍，用于医药研发
1.功能单位的结构组织
2.引进新产品开发，作为跨功能流程
3.再造和改造流程，消除附加值任务

流程分析清单包括：减少传递时间，集中数据，减少延误、更快释放资源、整合类似活动等。在管理咨询业中，开发了很多种类似工具。

## BPR成功和失败的关键
BPR不仅仅意味着变化，而且是根本性的变化。首先，需要彻底检查公司的结构、管理系统、员工责任和绩效指标、激励系统、技能发展和IT使用情况。BPR可以影响商业运作的每个环节。这种规模的变化可能导致非常成功，或彻底失败。在进行BPR改革之前，近期调查显示88%的公司CIO对BPR改革的结果满意。（Motwani, et al., 1998）。成功的BPR让成本和循环寿命都可大大减少。
另一方面，BPR项目可能无法达到对于再造的高期望。在1998年，只有30%的流程再造工程获得成功（Galliers, 1998）。早期BPR的承诺没有兑现，很多企业大规模的BPR改造只获得了边际效果，或者甚至负效果。其他企业在改造过程中，破坏了花很久建立起来的士气和激励。这些失败说明，再造工程有很多风险。尽管如此，很多公司仍然选择冒险，因为回报很大。(Covert, 1997).
很多不成功的BPR都是因为对BPR的理解偏差，并且在实施过程中出错。很多企业认为改革很必要，但不知在哪个领域进行改革。因此，流程再造充满了试验和失败，也就是现实中的实验。越来越多的公司进行流程再造，很多成功和失败都很明显。（Covert, 1997）为了达到长期的效果，公司必须检查哪些战略和再造有必要，学会对成本、里程碑、时间表中的战略进行量化，在组织中实施战略，评估组织目前的能力，务实改革，把战略与预算流程进行统一。否则，BPR就只是一个短期的效率实验。(Berman, 1994).  
有些在BPR中很重要的因素，包括但不限于： 
- 组织广泛认可.
- BPR团队组织
- 商业需求分析
- 有一定IT技术基础
- 有效的变革管理
- 进行持续改善

总体来说，成功的BPR可以带来很大的变化，对商业流程进行优化。为了获得成功，有一些关键成功因素。从前面公司进行再造的经验中进行学习。另外，BPR的最终成功需要人的因素，团队有多么投入，是否有激励，是否够专业等等。准备进行流程再造的企业必须全面考虑，进行全面、周详的再造流程，把失败的机会最小化。

## 批评
很多公司用流程再造作为借口进行裁员，但这不是流程再造的目的。有时候流程改造成了裁员的代名词。
在很多情况下，流程再造不能满足要求，有些主要原因包括：
- 流程再造首先武断认为，阻碍企业绩效的原因是流程的效率太低，然后再寻求实例来证明
- 流程再造需要企业有一个"清白的历史"，也就是说，彻底否认现状.
- Eliyahu M. Goldratt（约束理论的创始人）提出，流程再造在企业约束改进方面不是一个有效的方法

其他人认为，流程再造只是一个名词噱头。Abrahamson（1996）说，管理的流行词汇一般都有寿命，流程再造在1993到1996年间很辉煌。（Ponzi and Koenig 2002）他们认为流程再造实际上不是新内容。(例如，福特公司在1908年就实行了流水线生产，实际上就是流程再造，彻底改变了企业的思考方式)  
关于BPR更多的批评在于，它严格遵守效率、科技，而忽视了人的因素。一般情况下BPR是指减少工作流程，而不会增加工作流程。
企业流程再造法创始人Hammer最后说：

"我不够聪明，我是工科背景，并没有考虑很多人的因素。我明白人的因素很关键。" 

網友解釋：
公司的各式運作流程會因為規摸的大小而有決定性的不同， 當規模超出一定程度之後，會因為社會學裡面曾提到的分層組織負面效益。人的因素。而導致以「效率、利益」為出發點做出的改革會有不適的影響。
舉例：
有一家經營逾20年的中型企業，做了一個人事變動。這變動為大部份人常說的「空降部隊」，這位空降的上司原業務應為ABCD，D為管理其餘組員，決策。 但這位上司卻把ABC各別分自組員來完成。導致原本應1人完成的作業，變成須要2到3人來完成，也增加的資訊互動所要花費的時間與力氣，更增加了錯誤與施政方針的繆誤。
但上述情形其實很普遍的發生於各個企業中，若企業自身發現運作流程有異而請人來做BPR再造時，通常會波及到的，都是這些空降部隊為了私人原因而特別配置的潛流程。這會進而導致衍生難以想像的人的因素所導致的巨大麻煩。
比方說：
1.改造後對主導BPR的主管不利
2.對BPR協力廠商釋出「假性善意」
3.有許多不實謠傳在公司內，破壞士氣。
因為維基百科完全沒寫上述的事情，我提一個例子希望嚐試做BPR的人，應該要有初步的了解，免得誤觸地雷區。
建議：
要做BPR改造的企業，應找具有公關經驗長達五年以上，並配合IT人員進行企業軟硬體的變造。
單純靠一個理工科技職專業人員，是沒有任何能力解決企業的內部問題。

## 更多阅读
- Abrahamson, E. (1996). Management fashion, Academy of Management Review, 21, 254-285.
- Champy, J. (1995). Reengineering Management, Harper Business Books, New York.
- Davenport, Thomas & Short, J. (1990), "The New Industrial Engineering: Information Technology and Business Process Redesign", in: Sloan Management Review, Summer 1990, pp 11–27
- Davenport, Thomas (1993), Process Innovation: Reengineering work through information technology, Harvard Business School Press, Boston
- Davenport, Thomas (1995), Reengineering - The Fad That Forgot People, Fast Company, November 1995.
- Drucker, Peter (1972), "Work and Tools", in: W. Kranzberg and W.H. Davenport (eds), Technology and Culture, New York
- Dubois, H. F. W. (2002). "Harmonization of the European vaccination policy and the role TQM and reengineering could play", Quality Management in Health Care, 10(2): pp. 47–57. "PDF"
- Greenbaum, Joan (1995), Windows on the workplace, Cornerstone
- Guha, S.; Kettinger, W.J. & Teng, T.C., Business Process Reengineering: Building a Comprehensive Methodology, Information Systems Management, Summer 1993
- Hammer, M., (1990). "Reengineering Work: Don't Automate, Obliterate", Harvard Business Review, July/August, pp. 104–112.
- Hammer, M. and Champy, J. A.: (1993) Reengineering the Corporation: A Manifesto for Business Revolution, Harper Business Books, New York, 1993. ISBN 0-06-662112-7.
- Hammer, M. and Stanton, S. (1995). "The Reengineering Revolution", Harper Collins, London, 1995.
- Hansen, Gregory (1993) "Automating Business Process Reengineering", Prentice Hall.
- Hussein, Bassam (2008), PRISM: Process Re-engineering Integrated Spiral Model, VDM Verlag
- Industry Week (1994), "De-engineering the corporation", Industry Week article, 4/18/94
- Johansson, Henry J. et al. (1993), Business Process Reengineering: BreakPoint Strategies for Market Dominance, John Wiley & Sons
- Leavitt, H.J. (1965), "Applied Organizational Change in Industry: Structural, Technological and Humanistic Approaches", in: James March (ed.), Handbook of Organizations, Rand McNally, Chicago
- Loyd, Tom (1994), "Giants with Feet of Clay", Financial Times, Dec 5 1994, p 8
- Malhotra, Yogesh (1998), "Business Process Redesign: An Overview （页面存档备份，存于）", IEEE Engineering Management Review, vol. 26, no. 3, Fall 1998.
- Ponzi, L. and Koenig, M. (2002). "Knowledge management: another management fad?", Information Research, 8(1).
- "Reengineering Reviewed", (1994). The Economist, 2 July 1994, pp 66.
- Roberts, Lon (1994), Process Reengineering: The Key To Achieving Breakthrough Success, Quality Press, Milwaukee.
- Rummler, Geary A. and Brache, Alan P. Improving Performance: How to Manage the White Space in the Organization Chart, ISBN 0-7879-0090-7.
- Taylor (1911), Frederick, The principles of scientific management （页面存档备份，存于）, Harper & Row, New York]
- Thompson, James D.（1969）, Organizations in Action, MacGraw-Hill, New York
- White, JB (1996), Wall Street Journal. New York, N.Y.: Nov 26, 1996. pg. A.1
- Business Process Redesign: An Overview （页面存档备份，存于）, IEEE Engineering Management Review